# Jerzy Jackl
Jerzy Jackl (ur. 9 grudnia 1933 w Lubartowie, zm. 15 czerwca 2022) – polski historyk literatury i teatrolog, członek opozycji demokratycznej w PRL, działacz społeczny, polityczny i związkowy.

## Życiorys
Absolwent Wydziału Filologii Polskiej na Uniwersytecie Warszawskim (1955). Doktoryzował się w 1969 z zakresu nauk filologicznych.
Od ukończenia studiów do 1967 pracował w Instytucie Sztuki PAN i w Instytucie Badań Literackich PAN. Następnie był wykładowcą Chrześcijańskiej Akademii Teologicznej w Warszawie i adiunktem w Akademii Teatralnej im. Aleksandra Zelwerowicza w Warszawie.
Od początku lat 70. do połowy lat 80. zatrudniony również jako redaktor w Państwowym Wydawnictwie Naukowym. Jest autorem książek, artykułów i haseł do encyklopedii z dziedziny literatury, historii teatru i filmu oraz adaptacji sztuk teatralnych dla Teatru Telewizji.
W latach 80. działacz Niezależnego Samorządnego Związku Zawodowego „Solidarność”, przewodniczył komisji zakładowej związku w PWN. Po wprowadzeniu stanu wojennego zaangażowany w publicystykę w ramach wydawnictw drugiego obiegu. Po reaktywacji związku z 1989 stanął na czele jego struktur na swojej uczelni, w 1995 został przewodniczącym NSZZ „S” dla branży pracowników szkół artystycznych.
W 1989 był współzałożycielem Niezależnego Komitetu Historycznego Badania Zbrodni Katyńskiej, w 1990 współtworzył Polską Fundację Katyńską. W 1990 należał do Komitetu Obywatelskiego przy Lechu Wałęsie, był współtwórcą Porozumienia Centrum, autorem nazwy i pierwszej deklaracji partii. Od 1992 działał w Ruchu dla Rzeczypospolitej, później należał m.in. do RS AWS. W latach 2000–2001 był doradcą w Ministerstwie Kultury i Dziedzictwa Narodowego. W 2006 powołany do zarządu Regionu Mazowsze „Solidarności”.
Był członkiem Stowarzyszenia Wolnego Słowa.
Pochowany na cmentarzu Powązkowskim w Warszawie.

## Odznaczenia i wyróżnienia
Wyróżniony odznaką Zasłużony Działacz Kultury. W 2011 otrzymał Złoty Krzyż Zasługi (za zasługi na rzecz rozwoju Akademii Teatralnej im. Aleksandra Zelwerowicza w Warszawie). W 2012, za wybitne zasługi w działalności na rzecz przemian demokratycznych w Polsce, prezydent Bronisław Komorowski nadał mu Krzyż Kawalerski Orderu Odrodzenia Polski.

## Publikacje książkowe
- Z badań nad teatrem czasów saskich (1960)
- Teatr stanisławowski w prasie współczesnej polskiej i obcej (1967)
- Wokół „Doświadczyńskiego”": antologa romansu i powieści (1969)
- Król czy Stackelberg: w sprawie restytucji Teatru Narodowego w 1774 r. (1969)[7]